# حارة بيت مزروع (صنعاء)
حارة بيت مزروع هي إحدى حارات حي السواد بضواحي الأمانة مديرية سنحان وبني بهلول، بلغ تعداد سكانها 193 نسمة حسب تعداد اليمن لعام 2004.